# Paulo Gurgel
Paulo Gurgel Carlos da Silva (Fortaleza, Ceará, 6 de junho de 1948). Seu pai, Luiz Carlos da Silva, era um respeitado educador e advogado, enquanto sua mãe, Elda Gurgel e Silva, uma talentosa artista plástica.  Elda optou por sacrificar sua própria carreira em prol da criação e educação de seus onze filhos, todos eles diplomados em universidades públicas.

## Juventude
Completou toda sua trajetória educacional, desde o ensino fundamental até a graduação universitária, na cidade de Fortaleza, Ceará. Frequentou o Instituto Padre Anchieta para o ensino primário, o Colégio Cearense do Sagrado Coração para o ensino fundamental, e cursou o ensino médio no Colégio Batista Santos Dumont e no Liceu do Ceará.

## Formação Acadêmica
Possui formação acadêmica ampla com graduação em Medicina (1971) pela Universidade Federal do Ceará (UFC). Seu comprometimento com a profissão levou-o a buscar aperfeiçoamento, concluindo o Curso de Formação em Oficial Médico na Escola de Saúde do Exército, com Estágio Técnico-Profissional no Pavilhão de Isolamento do Hospital Central do Exército (1972), e o Curso de Tisiologia Clínico-Sanitária da Fundação Instituto Oswaldo Cruz (1973).[carece de fontes?]
Complementou a sua formação acadêmica com vários cursos, principalmente focados nas áreas de Pneumologia (RQE 5295), de Auditoria Médica e de Saúde Baseada em Evidências. Seu perfil diversificado reflete o compromisso com a profissão médica, o magistério, a pesquisa científica e a literatura.

## Carreira Profissional

### Atuação médica

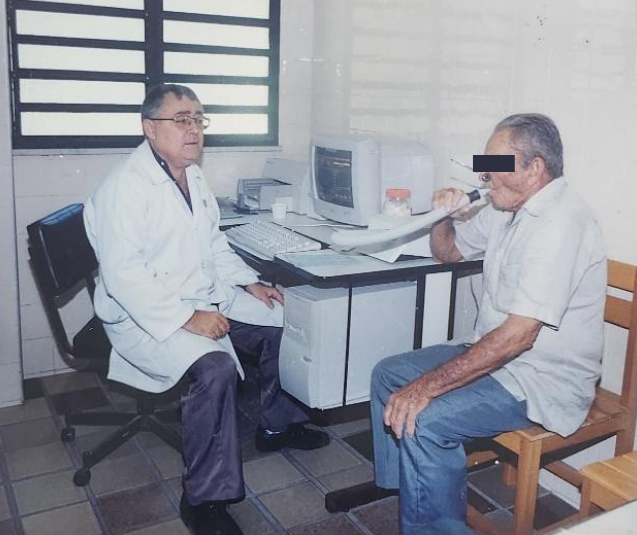
Paulo Gurgel, em um hospital público, quando realizava a espirometria de um paciente (Hospital de Messejana, ano 2000).

A carreira profissional do Dr. Paulo Gurgel (CREMEC 1405) tem sido expressiva. Teve atuação nas seguintes atividades: médico do Hospital Central do Exército (1972-1973), no Guanabara, Rio de Janeiro, e médico plantonista da Casa de Saúde Santa Mônica (1972-1973), em Petrópolis, Rio de Janeiro; diretor médico do Hospital de Benjamin Constant (1973-1974), no Amazonas; médico do Hospital Geral de Fortaleza (HGeF) (1974-1977); clínico geral do Posto de Atendimento Médico 505-435 do INAMPS (1977-1979; médico pneumologista do Hospital de Messejana (1977-2006), em Fortaleza, tendo atuado nas seguintes funções: plantonista do setor de Emergência, médico assistente da Seção de Pacientes Externos, de Unidades de Internação e da Função Pulmonar (foto), chefe da Documentação Científica (Arquivo Médico), do Serviço de Pneumologia, diretor médico e presidente do Centro de Estudos.
Na Secretaria da Saúde do Estado do Ceará (SESA-CE), foi chefe do Serviço de Pneumologia Sanitária do Departamento de Ações Básicas de Saúde (1989- 1990), assessor técnico do Programa de Controle da Tuberculose (1999-2002) e do Programa de Controle das Pneumopatias Ocupacionais (2003-2006).[carece de fontes?]

### Carreira no magistério
Foi professor da Escola Joaquim Albano, da Secretaria de Educação do Estado do Ceará, nas disciplinas de Ciência e Biologia (1967). Além disso, foi docente colaborador do Curso de Tecnologia de Saneamento Ambiental da Universidade de Fortaleza (1979). Também, assumiu a função de preceptor de Residência Médica em Pneumologia no Hospital de Messejana, em Fortaleza, Ceará (1995-1998). Por fim, foi Instrutor em Cursos de Capacitação de Médicos e Enfermeiros das Equipes de Saúde da Família em Diagnóstico, Tratamento e Ações de Controle da Tuberculose, nas Microrregionais de Saúde do Estado do Ceará (2000-2002).

### Atividades científicas
Possui produção científica inserida no Currículo Lattes como autor de capítulos de livros, artigos publicados em revistas, pôsteres e anais de eventos e como revisor de manuais técnicos.
1. "Silicose em trabalhadores de pedreiras no distrito de Inhuporanga, município de Caridade": Esta pesquisa identificou a presença desta enfermidade na região mencionada. Um relatório preliminar foi elaborado para informar as autoridades sanitárias da Secretaria de Saúde do Ceará. Posteriormente, um pôster foi apresentado no IX Congresso Norte-Nordeste de Pneumologia, em Fortaleza, Ceará (2001), com a colaboração dos Drs. Marcelo Alcântara e Malena Aguiar.[10]
2. "Manifestações radiológicas da silicose em jateadores de areia atendidos no Hospital de Messejana – Relato de 7 Casos": Este trabalho foi apresentado como tema-livre no XXXII Congresso Brasileiro de Pneumologia e Tisiologia, realizado em Salvador – BA (2004), com os coautores Drs. Helano Neiva de Castro e Norma Selma Santos.[11]
3. "Pareidolias e assuntos correlatos": Também apresentou uma conferência online sobre este tema no XXVIII Congresso Brasileiro de Médicos Escritores.[12] Os resultados foram publicados nos Anais do evento (2021).[13]

## Atuação como escritor
Colaborou com Informativo A Ferragista, Mandacaru, O Povo Cultura, Jornal do Leitor (de O Povo), revista Cooper News, DN Cultura e Jornal da Associação Médica Brasileira, entre outros periódicos. Além disso, participou de 34 coletâneas literárias com crônicas, contos, poemas, biografias, memórias, causos e pensamentos.

### Principais obras literárias
- Dos Canaviais aos Tribunais.[2]
- Luiz, mais Luiz![16] [nota 1]
- A história de Elda. [17] [nota 1]
- Criações (1986).[nota 1]
- Edição Êxtase (2023).[18]

### Principais obras técnicas
- Doenças Ocupacionais.[19]
- Hemoptise.[20]
- Manejo Clínico da Tuberculose.[21]

### Obras historiográficas
Tem contribuído para o levantamento historiográfico da Medicina no Ceará pela publicação dos seguintes trabalhos: 
- O Centro de Estudos Prof. Manuel de Abreu.[22]
- Breve História do Hospital de Messejana.[23]
- A UTI Respiratória do Hospital de Messejana: do início aos dias atuais.[24]
- Hospital São José: Uma história a ser contada.[25]

### Verbetes e biografias
- Dicionário da Literatura Cearense.[26]
- Sanatório de Messejana: Uma história a ser contada.[7]
- Presença do Médico na Literatura Brasileira.[14]
- Médicos Escritores & Escritores Médicos.[15]
- Faculdade de Medicina da UFC: Professores e médicos graduados.[9]
- Portal de Memórias: Paulo Gurgel, um médico de letras.[5]
- Por gratidão ou benquerer.[27]

## Agremiações e honrarias
O Dr. Paulo Gurgel participou ativamente de diversas organizações e iniciativas ao longo de sua carreira. Destacam-se sua participação no Clube Andreas Vesalius, onde contribuiu para a organização da excursão da 19.ª Turma de Medicina da UFC pelo Brasil, Uruguai e Argentina, em 1969. Além disso, foi membro do Centro Médico Cearense e da Sociedade Brasileira de Pneumologia, além de integrar o Clube do Médico. Sua dedicação à literatura médica também é notável, sendo membro fundador da Sociedade Brasileira de Médicos Escritores (Sobrames) – Regional do Ceará, e servindo como seu presidente no período de 1985 a 1987. Ao longo dos anos, contribuiu para a educação médica como membro do colegiado do Polo de Educação Permanente em Saúde de Fortaleza. Seu legado foi reconhecido em diversas ocasiões, incluindo sua inclusão na Galeria dos Presidentes do Centro de Estudos Prof. Manuel de Abreu do Hospital de Messejana em 2007, e sendo biografado no livro "Portal de Memórias: Paulo Gurgel, um médico de letras" em 2011. Recebeu honrarias, como a Comenda Dr. Carlos Alberto Studart Gomes do Hospital de Messejana em 2012 e o Diploma de Mérito Ético-Profissional do Conselho Regional de Medicina do Estado do Ceará em 2021, pelo exercício exemplar de 50 anos da profissão sem qualquer sanção ética. Sua trajetória e contribuições são testemunho de uma vida dedicada à medicina e à promoção do conhecimento médico e cultural.